# Wiktor Nikolajewitsch Koslow
Wiktor Nikolajewitsch Koslow (russisch Виктор Николаевич Козлов; * 14. Februar 1975 in Toljatti, Russische SFSR) ist ein ehemaliger russischer Eishockeyspieler und derzeitiger -trainer, der in der National Hockey League unter anderem für die San Jose Sharks, die Florida Panthers, New Jersey Devils und die Washington Capitals aktiv war. In Europa spielte er für Salawat Julajew Ufa, Lokomotive Jaroslawl und zuletzt Awtomobilist Jekaterinburg in der Kontinentalen Hockey-Liga.

## Karriere
Wiktor Koslow, der aus der Jugend des HK Lada Toljatti stammt, wurde 1992 beim ersten CHL Import Draft in der ersten Runde als insgesamt zweiter Spieler von den Kitchener Rangers ausgewählt. Anstatt nach Kanada, wechselte er jedoch zum HK Dynamo Moskau in die Internationale Hockey-Liga. Anschließend wurde er beim NHL Entry Draft 1993 in der ersten Runde als sechster Spieler von den San Jose Sharks gedraftet. Nachdem er bis 1994 in Moskau geblieben war und dann einige Saisons in San Jose gespielt hatte, wechselte er am 12. November 1997 zu den Florida Panthers. In Florida verbrachte Koslow unter anderem mit Spielern wie Pawel Bure seine erfolgreichste Zeit. In seiner besten Saison 1999/2000 erreichte er 70 Scorerpunkte in 80 Spielen. Koslow spielte bei den Florida Panthers bis zum 1. März 2004, als er in einem Tauschgeschäft mit Christian Berglund und Wiktor Utschewatow zu den New Jersey Devils transferiert wurde.
Die Lockout-Saison verbrachte er in der russischen Liga beim HK Lada Toljatti. Als die NHL den Spielbetrieb wieder aufgenommen hatte, kehrte Koslow nach New Jersey zurück.
Im Herbst 2006 unterschrieb er einen Vertrag bei den New York Islanders, doch bereits nach einem Jahr wechselte er zu den Washington Capitals.
Im Juni 2009 erhielt Koslow einen Vertrag über drei Jahre Laufzeit bei Salawat Julajew Ufa. Mit Salawat gewann er 2011 den Gagarin Cup, die Meisterschaftstrophäe der Kontinentalen Hockey-Liga. Nach Ablauf seines Vertrages wechselte Koslow im Mai 2012 zu Lokomotive Jaroslawl.
Zwischen Januar 2013 und dem Ende der Saison 2013/14 stand er beim HK ZSKA Moskau unter Vertrag, absolvierte jedoch während der Saison 2013/14 aufgrund einer Verletzung kein Spiel für den ZSKA. Ab Juni 2014 stand er bei Awtomobilist Jekaterinburg unter Vertrag, absolvierte jedoch erneut nur wenige Spiele in der Saison 2014/15.
Ab Oktober 2015 war Koslow Assistenztrainer beim HK Metallurg Magnitogorsk, ehe er im November 2017 zum Cheftrainer befördert wurde. Zur Saison 2018/19 wurde er erneut Co-Trainer. Seit 2020 ist er Co-Trainer bei Salawat Julajew Ufa.

## Erfolge und Auszeichnungen
- 1999 Teilnahme am NHL All-Star Game (verletzungsbedingte Absage)
- 2000 Teilnahme am NHL All-Star Game
- 2011 Gagarin-Cup-Gewinn mit Salawat Julajew Ufa

### International
- 1993 Silbermedaille bei der U18-Junioren-Europameisterschaft
- 1993 All-Star-Team der U18-Junioren-Europameisterschaft
- 2005 Bronzemedaille bei der Weltmeisterschaft
- 2010 Silbermedaille bei der Weltmeisterschaft

## Karrierestatistik

### International
Vertrat Russland bei:
| - U18-Junioren-Europameisterschaft 1991 - U18-Junioren-Europameisterschaft 1992 - U20-Junioren-Weltmeisterschaft 1993 - Weltmeisterschaft 1996 - Weltmeisterschaft 1998 - Weltmeisterschaft 2000 | - World Cup of Hockey 2004 - Weltmeisterschaft 2005 - Olympische Winterspiele 2006 - Olympische Winterspiele 2010 - Weltmeisterschaft 2010 |

(Legende zur Spielerstatistik: Sp oder GP = absolvierte Spiele; T oder G = erzielte Tore; V oder A = erzielte Assists; Pkt oder Pts = erzielte Scorerpunkte; SM oder PIM = erhaltene Strafminuten; +/− = Plus/Minus-Bilanz; PP = erzielte Überzahltore; SH = erzielte Unterzahltore; GW = erzielte Siegtore; 1 Play-downs/Relegation; Kursiv: Statistik nicht vollständig)